# Primera República de Portugal
La Primera República Portuguesa (en portuguès: Primeira República Portuguesa) fou el període de setze anys comprès entre la Revolució del 5 d'octubre de 1910, que posà fi al Regne de Portugal, i el cop d'estat de l'any 1926, que establí el règim conegut amb el nom de Ditadura Nacional i que finalitzà amb l'aparició de l'Estado Novo sota la dictadura feixista d'António de Oliveira Salazar.

## Antecedents
El moviment revolucionari del 5 d'octubre de 1910 es va donar com una seqüència natural de l'acció doctrinària i política que es venia desenvolupant a Portugal des de la creació del Partit Republicà l'any 1876. La propaganda republicana va saber treure partit d'alguns fets històrics de repercussió popular: les commemoracions del tricentenari de la mort de Luís de Camões el 1890 i els disturbis provocats per l'ultimàtum britànic de 1890 van ser aprofitats pels defensors de les doctrines republicanes, els quals van assolir identificar-se amb els sentiments nacionals i aspiracions populars portuguesos.

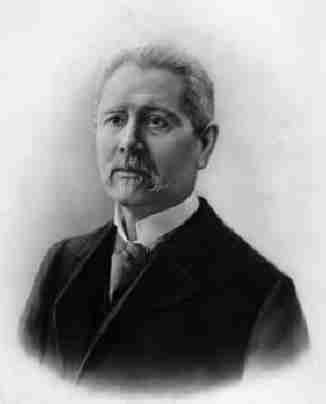
Imatge de Teófilo Braga, primer President de la República (Govern Provisional).

Durant el breu regnat de Manuel II de Portugal, que va ascendir al tron després de l'atemptat en el qual va morir Carles I i el seu hereu Lluís Felip de Bragança, el moviment republicà es va afermar. El 3 d'octubre de 1910 va esclatar la revolta republicana, que ja s'endevinava en el context de la inestabilitat política, i la victòria de la revolució es va deure en part a la incapacitat del govern de reunir suficients tropes per dominar als prop de dos-cents revolucionaris que resistien les armes a la mà. Amb l'adhesió d'alguns vaixells de guerra, el govern es va rendir i els republicans van proclamar la Primera República, exiliant-se Manuel II al Regne Unit de la Gran Bretanya i Irlanda.

## Organització del Govern
En 16 anys que durà aquest règim de govern, entre 1910 i 1926, hi va haver 8 Presidents de la República, un govern provisional i 38 ministres, així com una junta constitucional.

## Establiment de la República

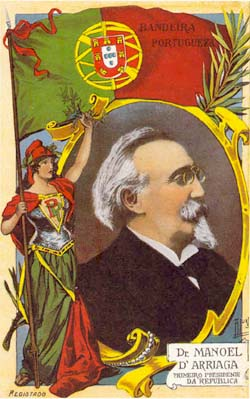
Imatge de Manuel de Arriaga, el primer president escollit democràticament.

### Primers anys
El 1911 es va aprovar una constitució republicana, inaugurant un règim parlamentari amb escàs poder en mans del President i un sistema bicameral. La república va provocar importants fractures en la societat portuguesa, especialment entre la població rural de tall monàrquic, els sindicats i l'Església. El mateix partit republicà tingué dues faccions: el sector més conservador es va separar per a formar el Partit Evolucionista i el Partit d'Unió Republicana. A pesar d'aquestes secessions, el Partit Republicà, dirigit per Afonso Costa fou la principal força política de la república. Les forces opositores van començar a fer ús de la violència com mètode per a acostar-se al poder 
El Partit Republicà Portuguès va veure en l'inici de la Primera Guerra Mundial una oportunitat única per a arribar als seus objectius: posar fi als les incursions monàrquiques des d'Espanya, com les que havien tingut lloc en 1911 i en 1912, i de l'ocupació estrangera de les colònies, i dintre del nivell intern, creant un consens nacional entorn del règim i fins i tot entorn del partit. Aquests objectius domèstics no es van aconseguir, ja que la participació en el conflicte no fou subjecte al consens nacional i no es va assolir mobilitzar a la població. El que va ocórrer fou el contrari, la guerra va causar que les diferències ideològiques s'ampliessin. La falta de consens sobre la participació de Portugal en la guerra va fer possible l'aparició de dos cops d'estats, dirigits per Joaquim Pimenta de Castro (gener-maig de 1915) i Sidónio Pais (1917-1918).

### Buit de poder

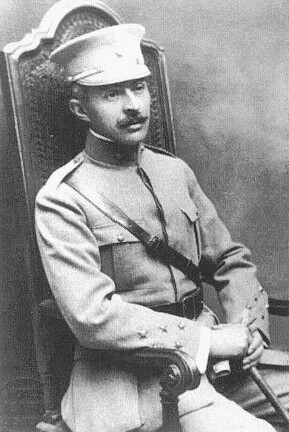
Imatge de Sidónio Pais.

El buit de poder creat després de l'assassinat de Sidónio Pais el 14 de desembre de 1918 va dur al país a una breu guerra civil. Al nord de Portugal es va proclamar la restauració de la monarquia el 9 de gener de 1919 i quatre dies més tard va tenir lloc una insurrecció monàrquica a Lisboa. Una coalició republicana, dirigida per José Relvas va coordinar la repressió dels alçaments utilitzant per a això els militars lleials al règim i civils armats. Després d'una sèrie d'enfrontaments amb els monàrquics, aquests van ser vençuts definitivament a Porto el 13 de febrer del mateix any. Aquesta victòria militar va permetre al Partit Republicà tornar al govern i sortir triomfant en les eleccions que van tenir lloc durant aquest any, guanyant-les per majoria absoluta.
Fou durant aquest intent de restauració republicana quan es va intentar realitzar una reforma per a dotar al règim d'una major estabilitat. L'agost de 1919 es va escollir un President conservador, António José de Almeida (pertanyent a la Unión Sagrada, unió del Partit Evolucionista i el Partit Republicà Portuguès), i al seu govern se li va donar el poder de dissoldre el parlament. Les relacions amb la Santa Seu, que havien estat restaurades per Sidónio Pais, continuaren. El president va usar el seu nou poder per a resoldre la crisi de govern de maig de 1921, nomenant al Partit Liberal (el resultat de la fusió de postguerra entre els Evolucionistes i els Unionistes) per a preparar les pròximes eleccions. Aquestes eleccions van tenir lloc el 10 de juliol de 1921 en les quals, la victòria va ser del partit en el poder. El 19 d'octubre va tenir lloc un alçament militar, conegut sota el nom de la Nit Sagnant, en el qual un nombre significatiu de capitosts conservadors, incloent al primer ministre António Granjo, van ser assassinats. Aquest esdeveniment, conegut com a "nit de sang" va crear una important esquerda entre les elits polítiques i l'opinió pública. Això va mostrar la gran inestabilitat de les institucions republicanes i que el terme democràtic era només una denominació.

### Final de la República

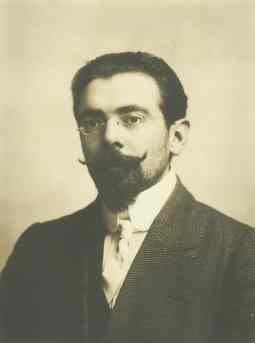
António Maria da Silva, últim Primer Ministre de Portugal.

Les eleccions realitzades el 29 de gener de 1922 van inaugurar un període d'estabilitat, en el qual el Partit Republicà va tornar a guanyar per majoria absoluta. El descontentament amb aquesta situació no va desaparèixer. Va haver moltes acusacions de corrupció, i els atacs de l'oposició van acréixer. Al mateix temps, tots els partits polítics van sofrir lluites internes, especialment el partit en el govern. Tot i això, el sistema de partits de la República demostrà que no era estable, tenint entre 1910 i 1926 46 governs. La posició dels presidents a governs d'un sol partit que dissentien amb el Partit Republicà i el desig de tots per acaparar el poder provocaven la pràctica inexistència d'estabilitat en el govern de la nació. Es van intentar diverses fórmules diferents, incloent governs d'un únic partit, coalicions i executius presidencials però cap d'elles va tenir efecte. La força era l'única via que tenia l'oposició per a imposar-se si volia gaudir dels fruits del poder.
A mitjans de la dècada de 1920 l'escena política nacional i internacional es feia favorable a l'aparició d'una solució autoritària, a través de la qual, un govern reforçat podria imposar l'ordre públic i restaurar la situació política. Les forces armades, l'interès polític de les quals havia augmentat a causa de la Primera Guerra Mundial i els líders de la qual no havien oblidat que el Partit Republicà Nacional els havia enviat a la guerra quan ells no volien lluitar, s'acostaven a les forces conservadores, considerant-se l'últim bastió d'ordre contra el caos que es desenvolupava per tot el país. Així doncs, hi va haver converses entre polítics conservadors i càrrecs militars, que van afegir les seves demandes polítiques i corporatives a la situació. El 28 de maig de 1926 va tenir lloc un cop d'estat de les forces armades amb el suport de gairebé tots els partits polítics. Com havia ocorregut l'any 1917, la població de Lisboa no va intentar protegir la República, deixant-la en mans de l'exèrcit. Amb aquest aixecament va iniciar la dictadura militar que es mantindria en el poder fins al 1974, quan seria enderrocada per la Revolució dels Clavells i que portaria a l'actual Tercera República de Portugal, assentant la democràcia en el país.